# Граф, Штефани
Штефани «Штеффи» Граф (нем. Stephanie Graf, род. 26 апреля 1973 года, Клагенфурт) — австрийская легкоатлетка, специалистка в беге на средние дистанции. Серебряный призёр Олимпийских игр и чемпионатов мира.
Штефания Граф — серебряный призёр Олимпийских игр в Сиднее 2000 года и чемпионата мира по лёгкой атлетике в Эдмонтоне 2001 года на дистанции 800 метров. Оба раза она уступала золото знаменитой мозамбикской бегунье Марии Мутоле.
Её результат на Играх в Сиднее — 1:56,64 остаётся национальным рекордом Австрии на дистанции 800 метров.
Кроме 800-метровки Штефания пробовала силы на дистанциях 200, 400 и 1500 метров, однако не добилась на них существенных успехов. В 2003 году она завершила карьеру. В 2000 и 2001 годах Граф признавалась спортсменкой года в Австрии, в 2001 году она получила титул лучшей легкоатлетки Европы.